# سودازدگی

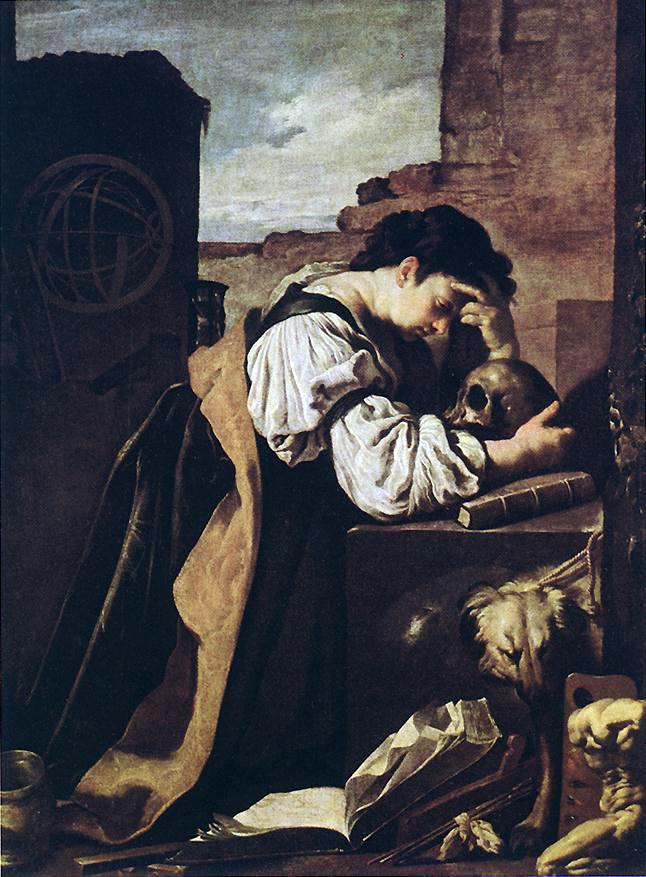
نگاره فرد دچار بیماری سودازدگی توسط دومنیکو فتی

سودازَدگی یا مالیخولیایی (از یونانی باستان: μελαν- به معنی: سودا (سیاه) و χολή به معنای خلط) نوعی افسردگی است که مهم‌ترین ویژگی آن بی‌لذتی همراه با اختلال بارز روانی-حرکتی و بی‌اشتهایی و احساس گناه و بی‌انگیزگی است.
در لغت‌نامه دهخدا آمده است: گونه‌ای مرض عصبی است که با اختلال قوای عضلانی و حرکتی همراه است و معمولاً در دنباله فلج عمومی یا تحت شکنجه شدید روحی و جسمی (محبوسانی را که شکنجه شدید می‌دهند) یا بر اثر مرض صرع یا در اشخاص هیستریک یا به‌طور مادرزادی پدید آید. مبتلایان به این مرض گاه از خوردن و آشامیدن خودداری می‌نمایند به نحوی که به حالت مرگ می‌رسند و گاهی خودکشی می‌کنند. برای معالجه این بیماران استراحت کامل و مسافرت به نقاط خوش آب و هوا و جدا بودن از افراد دیگر و از حوادث لازم است. این معالجه باید با تجویز دارو همراه باشد
همچنین مالیخولیا در کاربرد تاریخی خود اختلالات ذهنی، که امروزه ممکن است روان‌گسیختگی (اسکیزوفرنی) یا اختلال دوقطبی نامیده شوند، را هم دربرمی‌گرفته است. بسیاری از برداشت‌های اخیر مالیخولیا را از منظر روانکاوی و فلسفه در نظر گرفته‌اند.

## علائم سودازدگی
افسردگی مالیخولیایی یا سودازدگی علایم و نشانه‌های خاصی دارد که در ادامه برخی از این علایم ذکر می‌شود:

### نگرانی
یکی از مهم‌ترین دلایل وجود این مشکل در افراد وجود نگرانی قبل انجام کاری یا بعد انجام کاری به نوعی ذهن خود را درگیر گذشته و آینده کردن به طوری که هیچ لذتی از حال واحد نمی‌برند.

### کمبود انرژی
افراد مبتلا به افسردگی مالیخولیایی اغلب با کمبود انرژی مواجه هستند و در حفظ تمرکز مشکل دارند. با وجود این، سطح انرژی و خلق و خو دارای تغییرات روزانه است. این به معنای آن است که ممکن است در روزی دیگر خلق و خوی فرد بهبود یابد.

### آثار جسمی
جدا از علایم روانی، فرد مبتلا به افسردگی‌مالیخولیایی، ممکن است دچار کاهش وزن چشمگیری شود. این روند می‌تواند با مصرف غذای بسیار کم همراه باشد و در برخی موارد، بیمار بیش از اندازه غذا می‌خورد… از دیگر نشانه‌های جسمی افسردگی مالیخولیایی، می‌توان به شکل‌گیری عاداتی اشاره کرد که تا پیش از این وجود نداشتند، به عنوان مثال، تکان دادن پا؛ (و غیره…) این شرایط را با استفاده از داروهای ضد افسردگی می‌توان کنترل کرد.

### از دست دادن شادی و نشاط
یکی از علایم مشخص افسردگی‌مالیخولیایی، از دست دادن توانایی احساس لذت است، به این معنی که فرد حتی با شنیدن خبرهای بسیار خوب نیز لبخند نمی‌زند و شاد نمی‌شود.

### بدترین احساس درصبح‌گاه
افراد مبتلا به افسردگی‌مالیخولیایی، اغلب بدترین احساس ممکن را هنگام صبح دارند، که این حالت می‌تواند بیدار شدن از خواب و آغاز روز را برای آن‌ها دشوار سازد. این نوع از افسردگی می‌تواند در خواب فرد اختلال ایجاد کند، که به نوبه خود موجب بروز انواع مختلفی از مشکلات از خطر ابتلا به بیماری قلبی تا کاهش توانایی مدیریت استرس می‌شود. در برخی موارد، بیمار ممکن است بیش از حد بخوابد.

### غم بی‌دلیل
با افسردگی مالیخولیایی، نه تنها فرد احساس شادی و لذت را از دست می‌دهد، بلکه همواره با احساس غم بدون دلیل واقعی و مشخص مواجه می‌شود.
غم و اندوه مزمن، یکی از تعاریف مالیخولیاست.

## درمان
مالیخولیا را می‌توان با انواع جدیدی از داروهای ضدافسردگی از جمله فلوکستین، سیتالوپرام، پاروکستین درمان کرد.
برای درمان این بیماری از دستهٔ دارویی دیگری هم استفاده می‌شود. از جمله این داروها افکسورها مانند ونلافاکسین هستند. این داروها به جایگزین‌شدن سروتونین و نوراپی‌نفرین در مغز کمک می‌کنند. ‏